# Разделци
Разделци е село в Североизточна България. То се намира в община Антоново, област Търговище.

## География
Селото се намира на хълмиста територия, заобиколено е от иглолистна и широколистна гора. Недалеч от него протича Голяма река (Буюк дере). Около него се намират селата Конак, Долец, Берковски, Иванча както и административният център на общината – град Антоново. От животинските видове най-често срещани са бялките, чакалите, елените и глиганите. Срещат се вълци, лисици и много голям брой птици – фазани, яребици, пъдпъдъци и др.

## История
Старото име на селото е Balabanlar, по-късно след освобождението е преименувано на Разделци. Първоначално селото се е намирало до река Голяма река, но поради чести наводнения се премества на сегашното си място. Селото носи името си от това, че е разделено на две махали.

## Религии
Християнство и ислям

## Културни и природни забележителности
- Църква
- Киносалон
- Детска градина
- Библиотека
- Джамия
- Горски чешми

## Редовни събития
Събор на 9 септември (отменен)

## Личности
Родно място е на народната певица Станка Михайлова.

## Други
Селото има футболен отбор ФК „ОРЕЛ“ с. Разделци. Играе в „А“ ОФГ-Търговище-„Средна“. Стадионът, на който играе домакинските си мачове, е аматьорски и с размери 70/45 м. Намира се в покрайнините на селото.
1. ↑  www.grao.bg